# Кропивницька агломерація
Кропивницька агломера́ція — міська агломерація розташована на Придніпровській височині в долині річки Інгул (притока річки Південний Буг). Населення агломерації — 282.1 тис. осіб. Площа агломерації — 2627 кілометрів квадратних. До агломерації входять Кропивницький, приміські поселення, а також велика залізнична станція Знам'янка.

## Склад агломерації
До власне Кропивницької агломерації входить 2 міста обласного підпорядкування й 4 райони області (населення за даними перепису 2001 року.):
- місто Кропивницький - 250,6 тисяч осіб, 103 км²;
- місто Знам'янка - 29,2 тисяч осіб, 15 км²;
- Знам'янський район - 30,2 тисяч осіб, 1334 км²;
- Компаніївський район - 18,2 тисяч осіб, 967 км²;
- Кропивницький район - 37,6 тисяч осіб, 1557 км²;
- Новгородківський район - 18,9 тисяч осіб, 997 км².[1]

Населення Кропивницької агломерації - 384,7 тисяч осіб. Площа - 4973 км². Густота населення - 77,4 осіб/км².